# Krize polského ústavního soudu

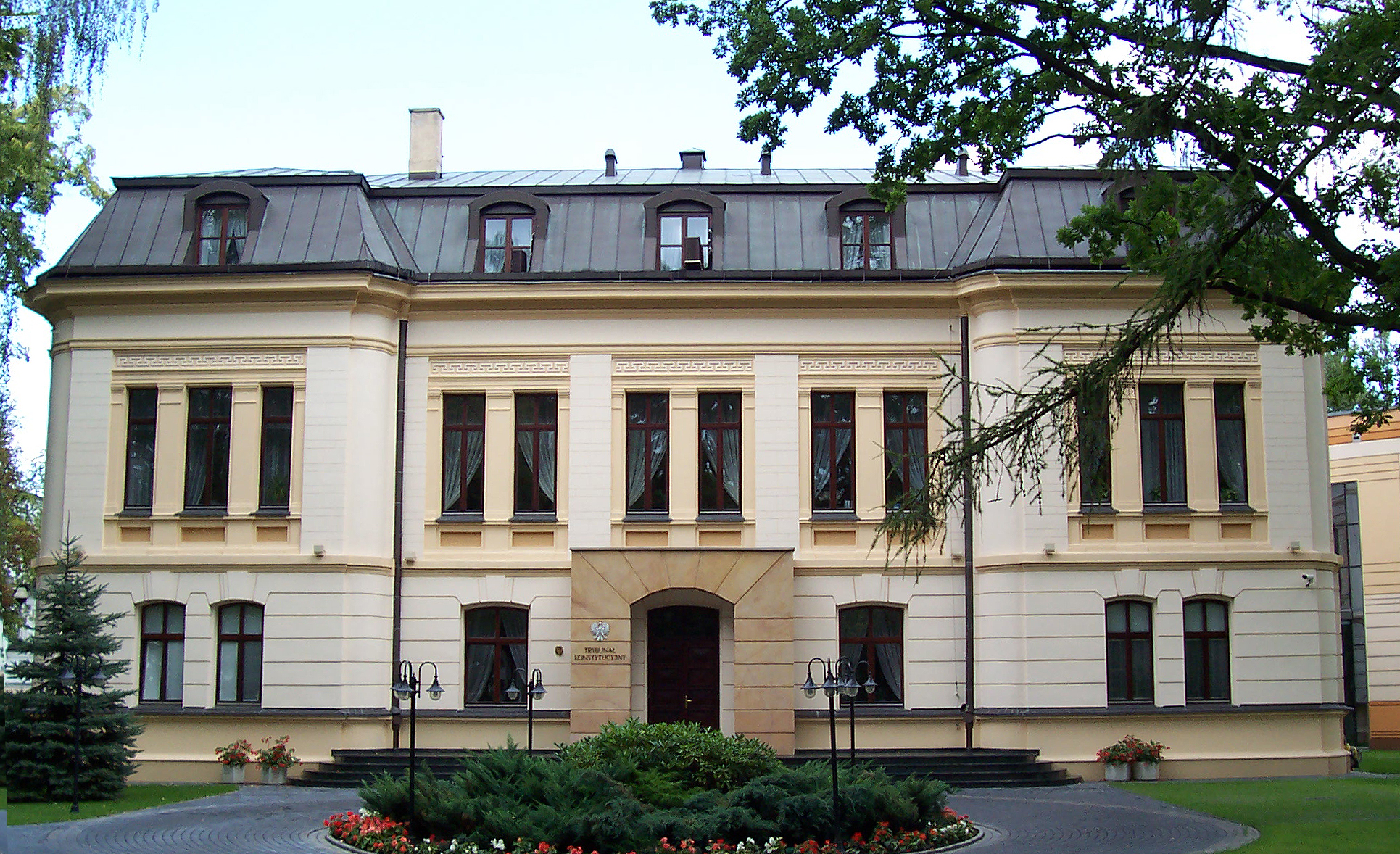
Sídlo Ústavního soudu ve Varšavě

Krize polského Ústavního soudu je politický spor v Polsku, který vznikl na základě nového Zákona o ústavním soudu z června 2015. Ten obsahoval článek nařizující stávajícímu parlamentu, ve kterém tvořila většinu Občanská platforma (Platforma Obywatelska), jmenovat všechny nástupce ústavních soudců, kterým končilo funkční období v roce 2015. To zahrnovalo i jmenování nástupce soudců, kteří odstupovali až po začátku volebního období nového parlamentu. Nově zvolená vítězná strana Právo a spravedlnost (Prawo i Sprawiedliwość) následně uvedla v platnost novelu zákona, která jí umožnila nominovat všech pět soudců nastupujících v roce 2015, včetně tří, kteří nastupovali před novými volbami. Po těchto událostech následovalo několik protichůdných rozhodnutí ze strany Ústavního soudu i polského parlamentu, která vedla k nejistotě v otázce pravomocí Ústavního soudu a značnému ztížení jeho efektivního fungování.

## Politický kontext
V roce 2007 v Polsku vstoupila v účinnost úprava lustračního zákona, která mimo jiné určovala 53 profesí s vysokou mírou veřejné odpovědnosti, včetně právníků, notářů, akademiků a novinářů, jejichž činitelé narození před 1. srpnem 1972 by museli veřejně předkládat svou lustrační zprávu. Klíčové články této úpravy byly následně prohlášeny polským Ústavním soudem (Trybunał Konstytucyjny) za protiústavní, protože prosazovala lustraci jako nástroj trestu a nikoliv ochrany demokracie ve státě. Toto byl první spor Jarosława Kaczyńského, jehož strana Právo a spravedlnost tvrdší lustrační zákon silně prosazovala, s Ústavním soudem, který tehdy výrazně zasáhl do jeho zamýšleného zákonodárného rozhodování.
Právo a spravedlnost ve volbách roku 2007 v důsledku korupčních skandálů svých koaličních partnerů prohrála, a hlavní stranou se stala Občanská platforma, která svou pozici obhájila i ve volbách v roce 2011. V roce 2015 však Právo a spravedlnost získala většinu v obou komorách parlamentu a její dlouholetý člen Andrzej Duda získal mandát prezidenta, čímž se Ústavní soud stal jedinou nejvyšší státní institucí neovládanou majoritní stranou. Mnozí kritici tak vnímají kroky parlamentu, které do fungování Ústavního soudu zasahují, jako snahu Kaczyńského o zeslabení této instituce a směřování k autoritativnímu režimu.

## Průběh sporu

### Spor o jmenování soudců
V červnu roku 2015 schválil parlament ovládaný Občanskou platformou a Polskou lidovou stranou (polsky Polskie Stronnictwo Ludowe, zkratka PSL) nový Zákon o ústavním soudu, který obsahoval kontroverzní Článek 137, nakazující stávajícímu parlamentu jmenovat nástupce všech soudců, jímž končí funkční období v roce 2015, do třiceti dnů od vstoupení nového zákona v platnost.
Tehdejší parlament jmenoval pět nových soudců; tři, kteří nastupovali 7. listopadu, a dva, kteří nastupovali 3. a 9. prosince, tedy po sestavení nového parlamentu. Již úřadující prezident Duda odmítl přijmout od nových soudců přísahu přesto, že je od něj očekáváno, že ji přijme bez prodlení, s výjimkou případu výjimečných okolností.

### Novelizace zákona o Ústavním soudu
Poté, co novému parlamentu se stranou Právo a spravedlnost ve vedení začalo 12. listopadu volební období, schválili jeho poslanci 19. listopadu dodatek k předešlému novému Zákonu o ústavním soudu, který umožňuje novému parlamentu znovu volit všech pět ústavních soudců a také zkracuje délku působnosti současného předsedy Ústavního soudu. Prezident Duda jej téhož dne schválil.
Dále parlament 25. listopadu vydal usnesení prohlašující všech pět nominací předchozího parlamentu za neplatné.
2. prosince jmenoval parlament pět nových soudců, a to ještě předtím, než dodatek z 19. listopadu vešel v účinnost. Hned po půlnoci přijal prezident přísahu od čtyř z pěti nově jmenovaných soudců; přísahu pátého přijal 9. prosince.
Nato Ústavní soud vydal usnesení, které říkalo, že předchozí parlament měl právo jmenovat tři ústavní soudce, kteří nastupovali před koncem jeho volebního období, a nový parlament pak další dva. Dále prohlásil Ústavní soud většinu dodatku z 19. listopadu za protiústavní.

### Opravná novela a spor o neústavnost
Beata Kempa, předseda Výkonného úřadu ministerského předsedy, napsala 11. prosince dopis předsedovi Ústavního soudu, ve kterém oznámila, že ministryně neopublikuje usnesení Ústavního soudu, dokud budou existovat pochybnosti o počtu soudců, kteří pro verdikt hlasovali. Předseda jí odpověděl, že publikování verdiktů Ústavního soudu je ministerskou povinností, načež mluvčí vlády prohlásí, že tedy opublikován bude, k čemuž došlo 16. prosince. 24. prosince pak parlament schválil dodatek k Zákonu o ústavním soudu, který Ústavnímu soudu zakazuje vyslechnout většinu případů bez přítomnosti alespoň 13 soudců. Vzhledem k tomu, že tři soudci jsou stále sporní, je jeho činnost tímto velmi zásadně omezena. Dodatek dále nařizuje soudu zpracovávat případy v chronologickém pořadí dle jejich přijetí, což dále komplikuje funkci soudu nyní neschopného dávat přednost urgentním případům. Tento dodatek podepsal 28. prosince prezident a ihned vstoupil v účinnost.
Ústavní soud 9. března prohlásil celý tento dodatek za protiústavní; toto prohlášení odmítla premiérka Beata Szydłová vydat na základě toho, že se Ústavní soud tímto zákonem neřídil při rozhodování o jeho protiústavnosti.

### Nový zákon o Ústavním soudu
Dne 30. července 2016 byl Schválen nový zákon, který výrazně omezuje nezávislost soudu. Podle nového zákonu má prezident větší pravomoc při volbě předsedy Ústavního soudu, dochází k možnosti skupiny tří soudců blokovat jednání nebo nutnost přítomnosti nejvyššího státního zástupce tedy ministra spravedlnosti při všech jednáních soudu. Když státní zástupce nedorazí, nejedná se.

### Patová situace
Ústavní soud rozhodl dne 11. srpna 2016 o neplatnosti většiny ustanovení červencového zákona, následně 18. srpna 2016 státní zástupce v Katovicích oznámil, že vyšetřuje podezření na trestný čin ze strany Ústavního soudu. Podstatou je to, že předseda odmítá přidělovat náhradní vládní „prosincové“ soudce k případům.

## Reakce

### Polská opozice

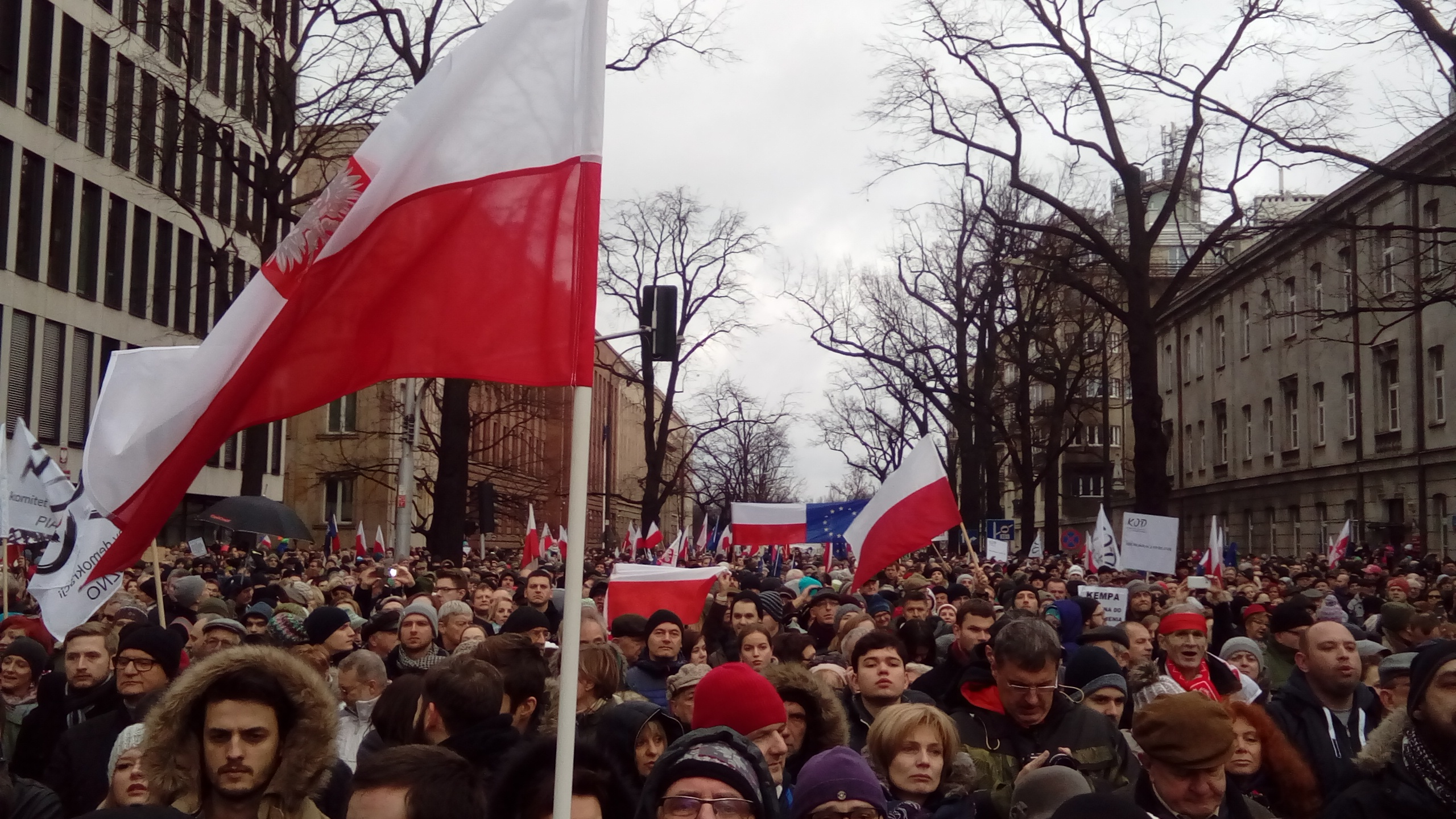
Protivládní demonstrace Výboru na obranu demokracie

Jde o občanské hnutí Výbor na obranu demokracie (Komitet Obrony Demokracji) založené v roce 2015 ve Varšavě. Hnutí vzniklo na protest proti porušování demokratických norem v Polsku. Mezi cíle Výboru patří ochrana právního státu, demokracie, lidských práv, obrana evropských hodnot a posilování občanské společnosti. Zakladatelem hnutí je Mateusz Kijowski. Výbor disponuje také základní příznivců ze zahraničí jako KOD International sídlící v Bruselu. Hnutí organizovalo řetězec úspěšných protivládních demonstrací. 26. listopadu 2015 „Dopis občanu právního státu Andrzeji Dudovi, prezidentovi Polska“, 12. prosince 2015 demonstrace před sídlem Ústavního soudu v Polsku. Protesty v roku 2016 odstartoval protest před sídlem TVP 9. ledna. Dne 27. února 2016 se setkalo 80 000 lidí ve Varšavě na protest proti vládě. Nejpočetnější demonstrace se uskutečnila 7. května 2016 ve Varšavě proti vládě Beaty Szydlové, účastnilo se 240 000 příznivců Výboru a šlo o největší protest od pádu komunismu.

### Evropská komise
Dne 23. prosince 2015 požádal ministr zahraničních věcí Benátskou komisi o stanovisko ke změnám zákona o Ústavním soudu. Následně 8. a 9. února delegace Evropské komise navštívila Varšavu a záležitost řešila s nejvyššími představiteli státu. Závěr komise byla žádost o zrušení zákona, protože práce Ústavního soudu byla znemožněna a doporučila,aby byly změny z 22. prosince odstraněny. Zasedání komise v Benátkách 11. března, jehož se účastnili i zástupci polské vlády, potvrdila svá stanoviska. Polská vláda následně doporučení ústavních expertů odmítla. Dne 13. dubna proběhlo hlasování v Evropském parlamentu, kde byla přijata nezávazná rezoluce, které by však mohlo skončit ztrátou polského hlasu při rozhodovaní v EU. Parlament rovněž vybídl Varšavu ke zveřejnění nálezu Ústavního soudu. Vůbec poprvé byt do formální roviny využít mechanismus, který by mohl vézt až ke ztrátě hlasovacího práva. Komise 26. července 2016 rozhodla, že bude dál stupňovat řízení proti Polsku.

### Zahraniční reakce
Situace v Polsku pobouřila také mnoho mezinárodních organizací a médií.
V Německu týdeník Die Welt kritizoval události v Polsku jako snahu vyřadit poslední nezávislou složku vlády. Americká Foreign Affairs přirovnávala situaci v Polsku k Maďarsku. Prezident Barack Obama při projevu na summitu NATO vyjádřil své obavy ohledně situace a důvěru v Polskou demokracii. V maďarských konzervativních médiích Magyar Nemzlet vyšel článek o neúčasti na plénu Benátské komise, Magyar Hírlap zase psal o shodě premiérky Szydlo s viceprezidentem Rady Evropy. Ruský RT se snažil podat obraz Polska jako obraz rozpadajícího se státu pomoci analytických článku s důrazem na rozpory, politické skandály a emigraci. Le Figaro ve Francií zdůrazňovalo polské těžení z ekonomiky EU a bezpečnostní pozice NATO bez ochoty sdílet s organizacemi morální hodnoty.